# Трейсі (Каліфорнія)
Трейсі (англ. Tracy) — місто (англ. city) в США, в окрузі Сан-Хоакін штату Каліфорнія. Населення — 93 000 осіб (2020).

## Географія
Трейсі розташоване за координатами 37°43′29″ пн. ш. 121°26′44″ зх. д. / 37.72472° пн. ш. 121.44556° зх. д. (37.724597, -121.445538).  За даними Бюро перепису населення США в 2010 році місто мало площу 57,34 км², з яких 56,99 км² — суходіл та 0,35 км² — водойми.

### Клімат
| Клімат : Трейсі       | Клімат : Трейсі | Клімат : Трейсі | Клімат : Трейсі | Клімат : Трейсі | Клімат : Трейсі | Клімат : Трейсі | Клімат : Трейсі | Клімат : Трейсі | Клімат : Трейсі | Клімат : Трейсі | Клімат : Трейсі | Клімат : Трейсі | Клімат : Трейсі |
| Показник              | Січ.            | Лют.            | Бер.            | Квіт.           | Трав.           | Черв.           | Лип.            | Серп.           | Вер.            | Жовт.           | Лист.           | Груд.           | Рік             |
| Середній максимум, °C | 13,1            | 16,9            | 19,6            | 23,1            | 26,7            | 30,7            | 33,6            | 33,2            | 31,1            | 26,2            | 18,4            | 13,1            | 23,8            |
| Середній мінімум, °C  | 3,6             | 5,2             | 7,1             | 9,0             | 11,9            | 14,1            | 15,7            | 15,5            | 14,6            | 11,6            | 7,2             | 3,6             | 9,9             |
| Норма опадів, мм      | 66              | 59              | 50              | 19              | 11              | 3               | 1               | 2               | 6               | 18              | 41              | 42              | 318             |
| Днів з опадами        | 10,5            | 8,9             | 9,0             | 4,1             | 2,3             | ,7              | ,2              | ,4              | 1,0             | 2,8             | 7,0             | 8,3             | 55,2            |
| --------------------- | --------------- | --------------- | --------------- | --------------- | --------------- | --------------- | --------------- | --------------- | --------------- | --------------- | --------------- | --------------- | --------------- |
| Джерело: NOAA         |                 |                 |                 |                 |                 |                 |                 |                 |                 |                 |                 |                 |                 |

## Демографія
Згідно з переписом 2010 року, у місті мешкали 82 922 особи в 24 331 домогосподарстві у складі 19 945 родин. Густота населення становила 1446 осіб/км².  Було 25963 помешкання (453/км²).
Расовий склад населення:
| - 52,7 % — білих - 14,7 % — азіатів - 7,2 % — чорних або афроамериканців - 0,9 % — вихідців з тихоокеанських островів - 0,9 % — корінних американців - 15,9 % — осіб інших рас |

До двох чи більше рас належало 7,7 %. Частка іспаномовних становила 36,9 % від усіх жителів.
За віковим діапазоном населення розподілялося таким чином: 32,2 % — особи молодші 18 років, 60,9 % — особи у віці 18—64 років, 6,9 % — особи у віці 65 років та старші. Медіана віку мешканця становила 32,3 року. На 100 осіб жіночої статі у місті припадало 98,3 чоловіків;  на 100 жінок у віці від 18 років та старших — 94,9 чоловіків також старших 18 років.
Середній дохід на одне домашнє господарство  становив 88 041 долар США (медіана — 76 310), а середній дохід на одну сім'ю — 91 847 доларів (медіана — 80 927). Медіана доходів становила 56 702 долари для чоловіків та 44 449 доларів для жінок. За межею бідності перебувало 8,6 % осіб, у тому числі 11,0 % дітей у віці до 18 років та 7,3 % осіб у віці 65 років та старших.
Цивільне працевлаштоване населення становило 38 794 особи. Основні галузі зайнятості: освіта, охорона здоров'я та соціальна допомога — 15,0 %, роздрібна торгівля — 14,9 %, виробництво — 13,3 %, науковці, спеціалісти, менеджери — 12,5 %.